# Rhinotyphlops boylei
Rhinotyphlops boylei — вид змій родини сліпунів (Typhlopidae). Мешкає в Південній Африці.

## Поширення і екологія
Rhinotyphlops boylei мешкають в центральній і східній Намібії та на заході Ботсвани, а також на крайній півночі Північнокапської провінції ПАР. Вони живуть в напівпустелях і акацієвих заростях Калахарі, трапляються в піщаних ґрунтах Сандвельду. Зустрічаються на висоті від 1000 до 1400 м над рівнем моря.